# Håckrenmagasinet
Håckrenmagasinet är en sjö och ett regleringsmagasin i Åre kommun i Jämtland och ingår i Indalsälvens huvudavrinningsområde. Regleringsmagasinet bildades genom att sjöarna Håckren, Gesten, Hottöjen, Aumen och Korsjön  dämdes över efter att Håckrendammen byggdes mellan 1962 och 1966. Storån rann tidigare genom de fem sjöarna. 
Efter ett regleringsbeslut 1967 förvandlades området till Håckrens regleringsmagasin och ca. 3000 hektar skog och sjöar lades under vatten . Den lägsta dämningsgränsen är 466,00 m ö.h. och den högsta 492,90 m ö.h. vilket gör att sjöns höjd varierar med upp till 27 meter. Regleringsmagasinet har en yta på 43,3 kvadratkilometer, en längd på 27 km och en volym på 700 miljoner kubikmeter vatten[källa behövs]. 
Eftersom ingen minimitappning är föreskriven, går vanligtvis allt vatten från Håckrenmagasinet genom Sällsjö kraftverk och en tunnel med utlopp i Ockesjön. Vid mycket höga flöden kan vatten spillas via ett tornutskov genom den ursprungliga åfåran, Storbodströmmen, till Sällsjön.

## Delavrinningsområde
Håckrenmagasinet ingår i det delavrinningsområde (701097-137838) som SMHI kallar för Utloppet av Håckrenmagasinet. Medelhöjden är 586 meter över havet och ytan är 173,75 kvadratkilometer. Räknas de 127 avrinningsområdena uppströms in blir den ackumulerade arean 1 165,26 kvadratkilometer. Storbodströmmen som avvattnar avrinningsområdet har biflödesordning 2, vilket innebär att vattnet flödar genom totalt 2 vattendrag innan det når havet efter 288 kilometer. Avrinningsområdet består mestadels av skog (61 procent). Avrinningsområdet har 43,8 kvadratkilometer vattenytor vilket ger det en sjöprocent på 25,2 procent.